# خاورکاج داودی
خاورکاج داودی (نام علمی: Keteleeria davidiana) نام یک گونه از سرده خاورکاج‌ها است.